# Francesco Giovanni Anerio
Giovanni Francesco Anerio (Roma, Itàlia, 1567 - Graz 12 de juny de 1620) fou un compositor italià.
Va viure entre el final del Renaixement i principis del Barroc, era germà del conegut Felice Anerio (1560-1630) i deixeble de Giovanni Pierluigi da Palestrina. El 1608 era mestre de capella a la cort de Segimon III Vasa, i el 1610 a la catedral de Verona i des del 1611 a Roma (primer de la casa dels jesuïtes i després de Sant Joan del Laterà. Fou un dels compositors més notables de l'escola romana. És famosa l'adaptació que va fer de la Missa papae Marcelli de Palestrina, perquè es pogués cantar a quatre veus (1600), va ser un dels primers mestres que empraren amb freqüència les corxeres, semicorxeres i fuses.

## Obres destacades
- Garlanda de roses sagrades, (Roma, 1613)
- Selva harmònica, (madrigals, motets, diàlegs i cançons d'una a quatre veus, (Roma, 1617)
- Tractat harmònic de madrigals, a cinc, sis, set i vuit veus, (Roma, 1619)
- Llibre de les lletanies, (Roma, 1626)